# 谷村裕
谷村 裕（たにむら ひろし、1916年（大正5年）3月26日 - 1996年（平成8年）10月22日）は、日本の大蔵官僚。大蔵事務次官、公正取引委員会委員長、東京証券取引所理事長等を歴任。

## 経歴
東京に生まれる。旧制暁星中学4年生修了、第一高等学校を経て東京帝国大学法学部政治学科卒業。採用試験20科目全てで優を取り、トップで大蔵省に入る。大臣官房文書課属。
1938年（昭和13年）短期現役海軍主計科士官（1期）を志願。同年7月、海軍経理学校に入学し、同年12月に卒業。海軍主計中尉に任官。名取に配属。第五艦隊司令部付妙高乗艦、呉海軍工廠会計部購買課勤務を歴任。1940年（昭和15年）11月、主計大尉に昇進。1941年（昭和16年）10月、横須賀鎮守府付に転じ、同年11月、予備役に編入された。
大蔵省に復帰し、大臣官房調査部次長、大臣官房調査課長、銀行局銀行課長、銀行局総務課長、大臣官房文書課長、大臣官房財務調査官（証券局担当）、主計局次長、大臣官房長、主計局長などを経て、1967年（昭和42年） 事務次官に就任。退官後、1969年（昭和44年） 公正取引委員会委員長、1974年（昭和49年） 東京証券取引所理事長をつとめ、証券取引の近代化につとめた。

## 親族
- 父 谷村金一 - 盛岡高等農林学校卒業。大日本人造肥料社員。
- 妻 恭子 - 警視総監、台湾総督府総務長官等を歴任した斎藤樹の長女
  - 祖父・小川平吉（司法大臣、鉄道大臣）
  - 弟・斎藤正彦（数学者・東大名誉教授）
  - 弟・斎藤邦彦（外務事務次官、駐米国大使）
  - 従兄・宮澤喜一（第78代内閣総理大臣）
- 二男 谷村啓 - NHKアメリカ総局長